# 太子山 (山鉾)

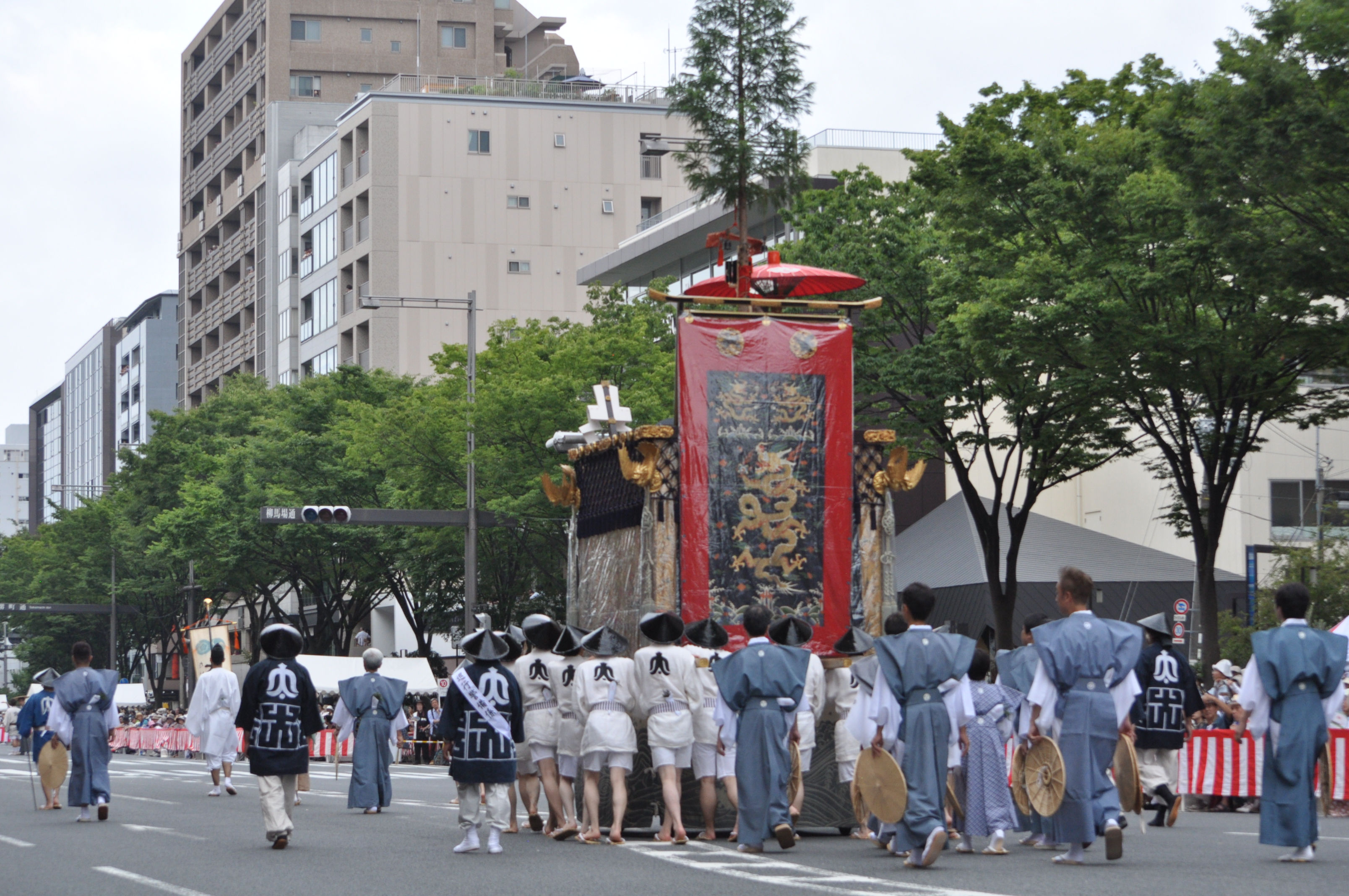
太子山（2017年7月17日撮影）

太子山（たいしやま）は祇園祭先祭の山の一つ。油小路仏光寺下ル太子山町に位置する。

## 概要
太子山は聖徳太子を祀り、四天王寺建立の為、聖徳太子が杉を斧で伐る様子を模し、山鉾では唯一、真木に杉を用いる。